# Vice Academy Part 3
Vice Academy Part 3 è un film statunitense del 1991 diretto da Rick Sloane. È il terzo capitolo di un ciclo di sei film, una sorta di parodia sexy del telefim Charlie's Angels e di Scuola di polizia.

## Trama
Le detenute scappano di prigione e commettono una serie di rapine, e spetta agli incompetenti esordienti della polizia giudiziaria fermarle.

## Produzione
In questo film, Holly è in prigione; poco tempo dopo il termine della produzione, l'interprete del personaggio, Ginger Lynn, fu arrestata per evasione fiscale e trascorse quattro mesi e mezzo in carcere. Fu il suo ultimo film della serie.
Elizabeth Kaitan si unì al cast nella parte di Candy, la sorella minore di Didi. Questo capitolo è inoltre l'unico nel quale Jayne Hamil non appare nel ruolo di Devonshire, sostituita da Jordana Capra.